# David Addison Weisiger
David Addison Weisiger (23 décembre 1818 - 23 février 1899) est un brigadier-général de l'armée des États confédérés de la guerre de Sécession (guerre civile). Weisiger sert comme second lieutenant dans le 1st Virginia Volunteers, un régiment d'infanterie, au cours de la guerre américano-mexicaine. Après la guerre, il est un homme d'affaires à Petersburg, en Virginie. Entre 1853 et 1860, il sert dans le 39th Virginia Militia, passant de capitaine à colonel. Après la guerre de Sécession, il est caissier d'une banque à Petersburg, en Virginie, et un homme d'affaires à Richmond, en Virginie.

## Avant la guerre
David Addison Weisiger naît le 23 décembre 1818 à « The Grove » dans le comté de Chesterfield, en Virginie,,,. Son grand-père Samuel Weisinger est né en Allemagne.
Au cours de la guerre américano-mexicaine, Weisiger sert dans le 1st Virginia Volunteers Infantry comme second lieutenant de la compagnie E du 3 décembre 1846 au 1er août 1848. Après la guerre, il est un homme d'affaires à Petersburg, en Virginie. Il sert successivement en tant que capitaine, commandant et colonel du 39th Virginia Militia entre 1853 et 1860. Il est officier de jour, dans la milice de Virginie à la pendaison de l'abolitionniste John Brown, le 2 décembre 1859.

## Guerre de Sécession
David A. Weisiger commence son service confédéré lors de guerre de Sécession en tant que commandant du 4th Infantry Battalion de la milice de Virginie, en avril 1861. Le 20 avril 1861, Weisiger prend son bataillon au chantier navel de Gosport à Norfolk, en Virginie, quand il est abandonné par la Marine des États-Unis, occupant aussi la ville. Il devient colonel du 12th Virginia Infantry le 9 mai 1861. Le régiment sert dans la péninsule de Virginie jusqu'à ce qu'il soit affecté à la brigade du brigadier général William Mahone dans la division du major général Richard H. Anderson de troisième corps de l'armée de Virginie du Nord.
Weisiger combat lors de la bataille de Seven Pines et pendant la bataille des sept jours, jouant un rôle de premier plan lors de la bataille de Glendale. Il prend brièvement le commandement de la brigade de Mahone lorsque Mahone est blessé lors de la deuxième bataille de Bull Run (deuxième Manassas) mais il est, à son tour, gravement blessé lors de la bataille. Weisiger est indisponible jusqu'en juillet 1863. Il prend le commandement de la brigade de Mahone lors de la bataille de la Wilderness, le 7 mai 1864 après la blessure de Mahone le 6 mai 1864. Weisiger commande la brigade lors de la bataille de Spotsylvania Court House et de la bataille de Cold Harbor. Il est nommé brigadier général à titre temporaire le 31 mai 1864. Cette commission est confirmée le 7 juin 1864, mais est annulée par manque de vacance de poste. Mahone n'est pas sérieusement blessé, mais succède au commandement de la division lorsque le major-général Richard H. Anderson est transféré temporairement au commandement du corps du lieutenant général James Longstreet. Weisiger reste à la tête de la brigade, en dépit de l'annulation de sa promotion.
Le 30 juillet 1864, Weisiger assiste alors le major général Mahone lors de la contre-attaque confédérées lors de la bataille du Cratère pendant le siège de Petersburg, en Virginie. Weisiger est de nouveau blessé lors de cette bataille. En reconnaissance de sa contribution à la victoire confédérée lors de la bataille du Cratère, Weisiger est nommé brigadier général à compter de la date de la bataille, le 30 juillet 1864.
Weisiger commande une brigade de la division de Mahone du 4 juin 1864 au 9 avril 1865. Il est libéré sur parole  à Appomattox Court House, en Virginie, le 9 avril 1865. Il a été blessé trois fois et eu deux chevaux tués au cours de la guerre.

## Après la guerre
Après la guerre de Sécession, Weisiger retourne à Petersburg, en Virginie, où il est caissier d'une banque. Plus tard, il est un homme d'affaires à Richmond, en Virginie. David Addison Weisiger décède le 23 février 1899, à Richmond, en Virginie. Il est enterré dans le cimetière de Blandford de Petersburg, en Virginie.